# Manfred Spies (Schauspieler)
Manfred Spies, auch Manfred Spiess, (* 23. Februar 1938 in Düsseldorf) ist ein deutscher Schauspieler.

## Leben und Wirken
Spies hatte in jungen Jahren zu boxen begonnen und es im Jahre 1955 zur deutschen Jugendmeisterschaft gebracht. Als junger Erwachsener besuchte er die Schauspielschule und begann seit Anfang der 1960er Jahre Theater zu spielen. Spies trat unter anderem am Stadttheater Hildesheim, am Landestheater Innsbruck und am Stadttheater Regensburg auf; besondere Erfolge feierte der gutaussehende Jungmime mit Komödien und Lustspielen an Münchner Bühnen (Intimes Theater, Kleine Komödie).
In Kinofilmen war der hagere, hochgewachsene Schauspieler Partner von Stars wie Senta Berger, Curd Jürgens und Nadja Tiller; er scheute aber auch nicht davor zurück, in Sexfilmen mitzuwirken. Wurde Manfred Spies am Theater häufig mit Rollen elegant-glatter Liebhaber und alerter, attraktiver Verführer in Boulevardstücken bedacht, so spielte er im Fernsehen oftmals härtere Charaktere: rüde Rowdys, undurchsichtige Schnösel, aalglatte Ganoven und hartgesottene Schläger. In einer Reihe von Folgen der ZDF-Krimireihen Der Kommissar, Derrick und Der Alte verkörperte Spies regelmäßig unsympathische, eiskalte und arrogante Verdächtige, oftmals aus dem Halbwelt-Milieu.
Seine subtilsten und interessantesten Aufgaben vor der Kamera erhielt er zu Beginn der 1970er Jahre in zwei ambitionierten Zeitstücken aus dem Zweiten Weltkrieg: In dem Zweiteiler Operation Walküre verkörperte er den engen Vertrauten des Oberst von Stauffenberg, Werner von Haeften, und in dem Siebenteiler Die rote Kapelle einen der Organisatoren dieses antinazistischen Spionagerings, Michail Makarow.

## Filmografie
- 1964: Volles Herz und leere Taschen (…e la donna creò l'uomo)
- 1964: Das Kriminalmuseum – Der stumme Kronzeuge
- 1965: Cigalon (TV)
- 1965: Requiem für eine Nonne (TV)
- 1965: Kein Freibrief für Mord (TV)
- 1965: Tatort (TV)
- 1965/66: Kommissar Freytag (TV-Serie)
- 1966: Begründung eines Urteils (TV)
- 1966: Gewagtes Spiel – Drei Giraffen (TV)
- 1966/67: Bratkartoffeln inbegriffen (TV)
- 1967: Entscheidung (TV)
- 1967: Der Trinker (TV)
- 1967: Flucht über die Ostsee (TV)
- 1968: Tag für Tag (TV)
- 1969: Helga und die Männer – Die sexuelle Revolution
- 1969: Der Kommissar – Das Ungeheuer
- 1969/70: Das Stundenhotel von St. Pauli
- 1970: Prostitution heute
- 1970: Engel, die ihre Flügel verbrennen
- 1970: Augenzeugen müssen blind sein (TV)
- 1970: Der Kommissar – Tod eines Klavierspielers
- 1971: Hamburg Transit – Basler Täubchen
- 1971: Operation Walküre (TV-Zweiteiler)
- 1972: Die rote Kapelle (TV-Siebenteiler)
- 1972: Der Kommissar – Die Tote im Park
- 1973: Schulmädchen-Report. 5. Teil: Was Eltern wirklich wissen sollten
- 1973: Junge Mädchen mögen’s heiß, Hausfrauen noch heißer
- 1973: Frühreifen-Report
- 1974: Schulmädchen-Report. 7. Teil: Doch das Herz muß dabei sein
- 1974: Es war nicht die Nachtigall
- 1975: Beruf: Reporter (Professione: reporter)
- 1975: Bis zur bitteren Neige
- 1976: Derrick – Kalkutta
- 1985: Marie Ward – Zwischen Galgen und Glorie
- 1985: Der Alte – Hals über Kopf
- 1987: Der Fluch
- 1991: Derrick – Wer bist du, Vater?
- 1997: Sylter Geschichten (TV-Reihe)